# Marc A. Herren

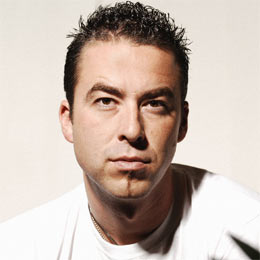
Pressefoto von Marc A. Herren

Marc A. Herren (* 21. März 1976 in Bern) ist ein Schweizer Science-Fiction-Autor.

## Leben
Marc A. Herren ist diplomierter Betriebswirtschafter HF und arbeitet in Kaderfunktion für eine Schweizer Grossbank. Nach der Teilnahme an verschiedenen Schreibseminaren wurde er 2008 vom Perry-Rhodan-Chefredaktor Klaus N. Frick für das Spin-off der Heftromanserie Perry Rhodan, Perry Rhodan-Action, engagiert. In kurzer Folge erschienen drei weitere Heftromane dieser Reihe aus seiner Feder.
Im Jahr 2009 schrieb Herren je einen Roman für die Science-Fiction-Serie Atlan und für die Science-Fantasy-Serie SunQuest. Seit Februar 2010 gehört er zur Riege der Stammautoren der Perry-Rhodan-Erstauflage.
Herren ist der erste Autor aus der Schweiz, der für die Perry-Rhodan-Serie Romane verfasst. Zudem ist er der erste Perry-Rhodan-Autor, der als fiktive Figur in der Serie vorkam, bevor er für sie selbst Romane verfasste. Als zweiter Vorname wurde vom Autor Leo Lukas Alphonsinus verwendet, der aber frei erfunden ist.
Seine weiteren Engagements umfassen die Tätigkeit als Pressechef für das Schweizer NLA-Frauenvolleyballteam Zeiler Köniz und die Mitarbeit auf einer skandinavischen Tauchbasis auf Gran Canaria. Ab August 2009 nahm Herren eine einjährige Auszeit von seinem Hauptberuf, um sich auf Gran Canaria dem Schreiben und Tauchen zu widmen. Inzwischen widmet er sich hauptsächlich der Zauberkunst.

## Bücher
- Atlan Monolith-Zyklus. Band 4: Der Silbermann. Fanpro, Erkrath 2009, ISBN 978-3-89064-185-0.
- Perry Rhodan Action: Regenten der Energie. Edel Germany, Hamburg 2009, ISBN 978-3-86803-386-1.
- Perry Rhodan Action: Die Robotgarde. Edel Germany, Hamburg 2009, ISBN 978-3-86803-387-8.
- SunQuest. Band 9: Das Sternenportal. Fabylon, Markt Rettenbach 2009, ISBN 978-3-927071-29-2.
- SunQuest. Band 12: ELIUM. Fabylon, Markt Rettenbach 2010, ISBN 978-3-927071-32-2.

## Heftromane
- Perry Rhodan-Action 5: Lazarus Tod
- Perry Rhodan-Action 9: Der Zündermutant
- Perry Rhodan-Action 14: Die Plasmapendlerin
- Perry Rhodan-Action 16: Tarkalons Abgrund
- Perry Rhodan-Action 32: Eismond Iridul
- Perry Rhodan-Action 34: Kind des Asteroiden
- Perry Rhodan-Extra 9: Gesänge der NACHT
- Perry Rhodan-Heftroman 2531: Das Fanal
- Perry Rhodan-Heftroman 2539: Schreine der Ewigkeit
- Perry Rhodan-Heftroman 2547: Garrabo in den Tod
- Perry Rhodan-Heftroman 2558: Die Stadt am Ende des Weges
- Perry Rhodan-Heftroman 2559: Splitter des Bösen
- Perry Rhodan-Heftroman 2564: Die verlorene Stimme
- Perry Rhodan-Heftroman 2567: Duell an der Schneise
- Perry Rhodan-Heftroman 2578: Das mahnende Schauspiel
- Perry Rhodan-Heftroman 2579: Der Spieler und die Toten
- Perry Rhodan-Heftroman 2598: Tod einer Superintelligenz
- Perry Rhodan-Heftroman 2599: Der letzte Tag
- Perry Rhodan-Heftroman 2611: Gegen den Irrsinn
- Perry Rhodan-Heftroman 2630: Im Zeichen der Aggression
- Perry Rhodan-Heftroman 2638: Zielpunkt Morpheus-System
- Perry Rhodan-Heftroman 2665: Geheimnis der Zirkuswelt
- Perry Rhodan-Heftroman 2669: Wettstreit der Konstrukteure
- Perry Rhodan-Heftroman 2670: Der Weg des Konstrukteurs
- Perry Rhodan-Heftroman 2679: Der Herr der Gesichter
- Perry Rhodan-Heftroman 2684: Ein Pfand für die Spenta
- Perry Rhodan-Heftroman 2690: Der fünfte Akt
- Perry Rhodan-Heftroman 2702: Das positronische Phantom
- Perry Rhodan-Heftroman 2712: Die Attentäter von Luna City
- Perry Rhodan-Heftroman 2729: In eine neue Ära
- Perry Rhodan-Heftroman 2746: Start der REGINALD BULL
- Perry Rhodan-Heftroman 2756: Das Schiff der Richterin
- Perry Rhodan-Heftroman 3186: Alraska
- Perry Rhodan-Heftroman 3220: Die Einsamen
- Perry Rhodan-Heftroman 3221: Ende einer Odyssee
- Perry Rhodan-Heftroman 3310: Zeugen des Untergangs
- Perry Rhodan-Heftroman 3311: NATHANS Testament

Des Weiteren als Co-Autor zusammen mit Christian Montillon:
- Perry Rhodan-Heftroman 2631: Die Stunde der Blender

## Sonstiges
- Hörbuch-Novelle Helden im Ruhestand als Beigabe zu Silber Edition 25: Brennpunkt Andro-Beta